# Operació K
|  | Per a altres significats, vegeu «Projecte K». |

La Operació K  (K 作 戦) va ser una operació aeronaval japonesa duta a terme durant la Segona Guerra Mundial, l'objectiu era el reconeixement aeri de Pearl Harbor i la interrupció de les operacions de rescat i reparació, iniciades després de l'atac sorpresa del 7 de desembre de 1941. Va tenir lloc el 4 de març de 1942, amb un bombardeig infructuós, efectuat per dos hidroavions pesats Kawanishi H8K. Aquesta va ser la missió en què es va recórrer la major distància durant una missió de bombardeig en tot el conflicte mundial.

## Planificació
Els plans per dur a terme l'operació es van iniciar en les setmanes posteriors a l'atac a Pearl Harbor, quan l'Alt Comandament de l'Armada Imperial Japonesa considerava de quina manera podien aprofitar les capacitats de les hidrocanoes de llarg abast H8K. Els plans per bombardejar Califòrnia i Texas van ser tinguts en consideració, però quan es va necessitar informació actualitzada sobre les reparacions dutes a terme a les instal·lacions de Pearl Harbor, aquesta ubicació va tenir preferència. Una anàlisi de les reparacions en els molls, drassanes i camps aeris en Oahu, ajudaria al personal de l'Armada Imperial a determinar la capacitat nord-americana de projectar el seu poder militar en els mesos següents.
En el projecte inicial s'havien d'emprar 5 H8K, que volarien fins a l'atol de French Frigate Shoals, on es proveirien de combustible des submarins per volar finalment fins a Oahu. Si la incursió tenia èxit, farien noves missions.
En una repetició dels fets previs a l'atac del 7 de desembre, unes comunicacions japoneses van ser desxifrades i es va descobrir l'objectiu de la missió, incloent el proveïment, però aquesta informació no va ser tinguda en compte.

## Execució
Quan es va iniciar l'operació, només dos H8K estaven disponibles. El tinent Hisao Hashizume, pilot d'un dels hidroavions, estava al comandament de la missió, mentre que l'alferes Shosuke Sasao pilotava l'altre aparell. Van ser enviats a l'atol de Wotje, en les Illes Marshall, on cada aparell va ser carregat amb quatre bombes de 250 kg. Des d'aquí, van volar 1.900 milles fins a French Frigate Shoals per fer gasolina, i van emprendre la darrera etapa fins al seu destí a Oahu, distant 560 milles. A més de la seva missió de reconeixement, el seu objectiu era bombardejar el moll "Ten-Te'n" (anomenat així per la seva longitud de 1.010 peus), a la base naval de Pearl Harbor per aturar els treballs de rescat i reparació.

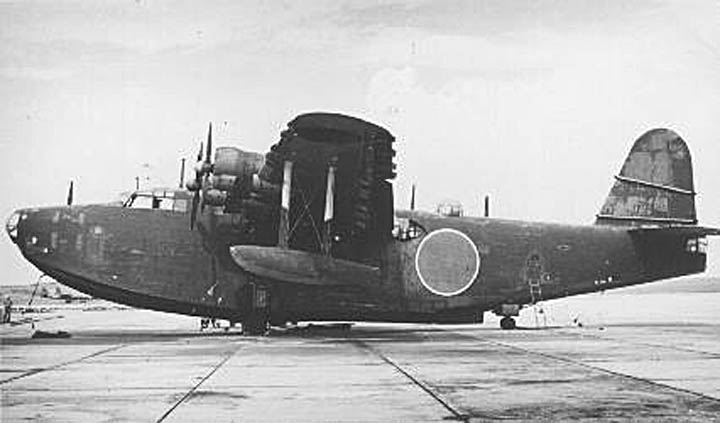
Hidrocanoa Kawanishi H8K2 com les emprades en l'Operació K.

No obstant això, una sèrie de problemes i errors van ocórrer per ambdues parts. El I-23, un submarí japonès del Tipus B1, havia de patrullar al sud d'Oahu per facilitar informació meteorològica i rescatar les tripulacions dels hidroavions que farien l'atac en cas que fossin enderrocats, però va desaparèixer sense deixar rastre després del 14 de febrer.
Les estacions de radar nord-americans de Kauai i posteriorment Oahu, van detectar els dos hidroavions a mesura que s'aproximaven, iniciant una recerca per caces P-40 Warhawk. Els hidroavions PBY Catalina van ser enviats per localitzar portaavions japonesos, que se suposava que havien llançat els aparells incursors. Les espesses formacions de núvols van impedir als defensors localitzar els aparells japonesos, que volaven a una alçada de gairebé 4.600 metres.
Els mateixos núvols van confondre també als pilots japonesos. Emprant un far a Kaena Point com a referència, Hashizume va decidir atacar des del nord. Sasao no va escoltar l'ordre de Hashizume i va virar per vorejar la costa meridional d'Oahu.
Hashizume, després de perdre de vista al seu punt, i amb només retalls de terra visibles entre els núvols, va llançar les seves quatre bombes al vessant de la muntanya Tantalus, un volcà apagat al nord de Honolulu, entre les 2 i les 2.15 de la matinada, hora local, sent incapaç de veure Pearl Harbor a causa de les apagades selectives per evitar atacs aeris. Les bombes de Hashizume van esclatar a uns 300 metres d'un institut, creant cràters d'entre 2 i 3 metres de profunditat, amb un diàmetre d'entre 6 i 9 metres. El dany es va limitar al trencament dels vidres de diverses finestres. Després d'una altra infructuosa recerca, les bombes de Sasao van ser llançades al mar, enfront de Waianae o Pearl Harbor. Els dos hidroavions van volar al sud-oest en direcció a l'atol de Jaluit, també a les Illes Marshall.

## Conseqüències
No hi va haver baixes en cap bàndol, tot i que la incursió va augmentar els temors d'una possible invasió japonesa de Hawaii.
Mitjans de comunicació japonesos van citar un suposat informe radial d'una emissora de Los Angeles que parlava de considerables danys en Pearl Harbor, amb 30 morts i 70 ferits entre personal civil i militar. L'Exèrcit i l'Armada dels Estats Units es van acusar mútuament de llançar les bombes que van caure a la muntanya Tantalus.
Una altra missió de reconeixement estava prevista per al 6 o el 7 de març, però va ser cancel·lada a causa del retard en fer la primera incursió, danys al H8K de Hashizume i l'esgotament de la tripulació.
La següent missió es va traslladar al 30 de maig, però l'almirall Chester Nimitz va fer patrullar French Frigate Shoals per impedir que l'atol fos emprat com a punt de trobada. Un submarí japonès va observar a dos vaixells de guerra nord-americans ancorats allà, quan dos dies més tard els hidroavions japonesos havien amarar exactament en aquesta posició, el que va comportar la cancel·lació del pla.
Un efecte col·lateral a l'increment de patrulles va ser la impossibilitat per als japonesos d'espiar l'activitat naval nord-americana i, per tant, la dels seus portaavions. Una nova línia de submarins japonesos van ser desplegats amb aquest objectiu el 3 de juny, però la flota nord-americana ja havia deixat Pearl Harbor rumb a la batalla de Midway.